# Burgundi
El burgundi és una llengua morta pertanyent a l'extinta branca oriental de les llengües germàniques. Era parlada pel poble burgundi. Va sobreviure fins al segle vii, encara que la consciència del poble burgundi com a tal encara era viva cap al segle ix, en plena època carolíngia.
El seu origen cal cercar-lo pels voltants de Dinamarca. La primera referència a ells és de Plini el Vell, que diu que vivien entre l'Oder i el Vístula. Amb el temps van acabar instal·lats en la zona que coincideix aproximadament amb l'actual Borgonya (departaments d'Ain, Saône-et-Loire, Côte-d'Or i Yonne), que n'ha heretat el nom.